# 瑪麗·道格拉斯
瑪麗·道格拉斯女爵士，經歷為DBE、FBA（英文：Dame Mary Douglas，1921年3月25日—2007年5月16日）。英國人類學家，因其對於人類文化與象徵主義的作品而聞名於世。 
她的領域是社會人類學；她被認定為涂爾幹的追隨者與結構主義分析的提倡者，她對於宗教比較研究（comparative religion）具有強烈興趣。

## 生平
她出生時，名為瑪格麗特·瑪麗·陶（Margaret Mary Tew），生於義大利聖雷莫，父親是吉伯特·陶（Gilbert Tew），母親是菲力絲·陶（Phyllis Tew）。父親擔任英國殖民地官員，母親是虔誠的天主教徒，瑪麗和妹妹派翠西亞，就在這個信仰之下被養育成人。母親去世後，這對姐妹就由外祖父母所撫養，並就讀在羅漢普頓（Roehampton）的天主教聖心修院（Sacred Heart Convent，其後稱為沃丁漢學校Woldingham School）。
瑪麗從1939年到1943年，在英國牛津大學聖安妮學院讀書；在那裡，她受到艾德華·伊凡-普理查（Edward Evans-Pritchard）影響。
她在英國殖民部工作到1947年，之后她回到牛津大學，繼續她未完成的研究所課業。她向艾德華·伊凡-普理查與M. N. Srinivas學習。1949年，她前往當時位於比屬剛果的利利人（Lele）從事田野調查；這使得她前往位於開賽河與Loange河之間的區域，過著鄉村生活。利利人生活在先前庫巴王國的邊緣。
在1950年代初期，她完成博士學位，嫁給詹姆斯·道格拉斯。他也是天主教徒，也出生於一個殖民地家庭（在印度Simla，當時他的父親在印度軍隊服役）。他們共生育三個孩子。她任教於倫敦大學學院將近25年，之后她前往美國任教並寫作達11年。她所發表關於風險分析和環境、消費與福利經濟學、以及食品與儀式等主題的著作，引起了人類學学术圈以外的人們關注。 
在美國紐約羅素賽奇學院（Russell Sage Institute）擔任為期四年的基金會文化研究教授（1977–81）之後，她前往西北大學擔任人文學亞維隆教授，將神學與人類學研究連結起來。她的學術聲望藉由她的書《純淨和危險》（Purity and Danger）（1966）而建立。她與計量經濟學家伊舍伍德（Baron Isherwood）合寫了《財貨的世界》（The World of Goods）（1978）一書，被視為經濟人類學的先驅作品。
在英國女皇於2006年12月30日公佈的新年授勳名單中，瑪麗獲頒大英帝國勳章（爵級司令勳章 DBE），成為女爵士。她在2007年5月16日，因癌症併發症於倫敦辭世，享年86歲。身後遺下三個孩子。她的丈夫則於2004年去世。

## 人類學貢獻
瑪麗‧道格拉斯最為世人所熟知的是，她對於《聖經》之《利未記》的詮釋，以及她在創立「文化的危機理論」所扮演的角色。道格拉斯的《純淨與危險》一書被認定為社會人類學的重要文本。
在《純淨與危險》一書的探求線路，追溯了在不同文化脈絡下，用來指稱污穢的字彙與意義。在一個特定社會中，污穢東西，是被人們認定出自於不合常規的位置（道格拉斯從威廉·詹姆斯的作品拉出這條路線）。她試圖澄清在不同社會和時代之中，介於神聖、潔淨與不潔淨之間的差異。透過對於儀式、宗教和生活方式的一個複雜與深思熟慮的閱讀，她挑戰了西方對於污染的概念，釐清了文化脈絡與社會歷史究竟有多麼重要。 在《純淨與危險》，道格拉斯首先提出猶太律法並非如同許多人相信的，是原始的健康規則，或是隨機選擇的，做為猶太人對上帝許諾的試煉。反之，道格拉斯主張，律法關連到象徵界線的維持。受到禁制的食物，就是那些似乎無法乾淨俐落地歸入任何一種類別者。例如，豬在自然順序的地位是不明確的，因為牠們如同有蹄類動物一般，是偶蹄的，但並不反芻。
後來在《純淨與危險》的2002年版序言中，道格拉斯收回她在最初對猶太律法的解釋，說這個解釋是「一個重大的錯誤」。取而代之，她提出「這套攝食的律法錯綜複雜地塑造身體與祭儀彼此交疊的關係，以色列人只被允許食用將成為儀式犧牲的動物；這些動物則是由牧民所決定。因此，道格拉斯提出結論，受到禁制而不被食用的動物，事實上並非不純淨，這是由於「理性、正直與憐憫的聖經上帝，(從不)會是如此不一致，以至於創造出令人厭惡的動物」。道格拉斯在《純淨與危險》一書中，澄清她並非依據各宗教對純淨或污穢的理解，究竟是正面（肯定污穢）或其他，來判斷這些宗教究竟是消極或樂觀。
在《自然象徵》（首次發行於1970年），道格拉斯引介一組相關聯的概念，包括「群體」（如何明確定義個人的社會地位是處於一個有界線的社會群體之內或之外），以及「網格」（如何明確個人的社會角色是處於社會特權、要求權與義務的網路內)。這套群體與網格模式，後來受到修訂與重新用來建立文化理論的基礎。

## 作品
- 《卡賽地區的利利人》The Lele of the Kasai (1963)
- 《純淨與危險：對污染與禁忌等觀念的分析》Purity and Danger: An Analysis of Concepts of Pollution and Taboo (1966)
- 《污染》Pollution (1968)
- 《自然象徵：對宇宙觀的探索》Natural Symbols: Explorations in Cosmology (1970)
- 《規則與意義：日常知識人類學選讀》Rules & Meanings. The Anthropology of Everyday Knowledge: Selected Readings, edited by Mary Douglas (Penguin Books, 1973).
- 《隱含的意義：人類學論文集》Implicit Meanings: Essays in Anthropology (1975)
- 《玩笑》Jokes, 在《重新思考流行文化：當代文化研究的視野》Rethinking Popular Culture: Contemporary Perspectives in Cultural Studies (1975); edited by Chandra Mukerji and Michael Schudson
- 《財貨的世界》The World of Goods (1979) with Baron Isherwood
- 《艾德華·伊凡-普理查》Evans-Pritchard (1980)
- 《危機與文化》Risk and Culture (1980) with Aaron Wildavsky
- 《主動的聲音》In the Active Voice (1982)
- 《機構如何想事情》How Institutions Think (1986)
- 《迷失的個人：對社會科學的評論》Missing persons: a critique of the social sciences (1988) with Steven Ney
- 《危機與責難：文化理論論文集》Risk and Blame: Essays in Cultural Theory (London: Routledge, 1992).
- In the Wilderness: The Doctrine of Defilement in the Book of Numbers (1993)
- 《思考風格：對於良好品味的批判論文》Thought styles: Critical essays on good taste (1996)
- Leviticus as Literature (1999)
- Constructive Drinking: Perspectives on Drink from Anthropology (2002)
- Jacob's Tears: The Priestly Work of Reconciliation (2004)
- Thinking in Circles (2007)

## 本文出處
- Richard Fardon, Mary Douglas: an Intellectual Biography (1999)